# (5068) Cragg
(5068) Cragg (1990 TC) – planetoida z grupy pasa głównego asteroid okrążająca Słońce w ciągu 5,29 lat w średniej odległości 3,03 j.a. Odkryta 9 października 1990 roku.